# The Unutterable
The Unutterable — двадцать второй студийный альбом британской рок-группы The Fall, записанный в 1999 году продюсером Грантом Шоубизом (с Марком Э. Смитом в качестве сопродюсера) и выпущенный 6 ноября 2000 года записывающей компанией Eagle Records.

## Об альбоме
The Unutterable был записан практически те же составом, что и предыдущий, The Marshall Suite — с той лишь разницей, что здесь появилась Кадзуко Хоки (англ. Kazuko Hohki), певица Frank Chickens, записавшая бэк-вокал для одного трека. Критики отмечали, однако, что за год, минувший с момента выпуска предыдущей пластинки, состав сыгрался и это сказалось на качестве звучания; при определенных стилистических сходствах с предыдущим, этот альбом оказался последовательнее и в качестве песенного материала.
The Unutterable — единственный альбом Fall, не выпускавшийся на виниле. Отмечалось также, что сюда впервые за долгое время не было включено ни одного кавера, и хотя «Ketamine Sun» начиналась как версия песни Лу Рида «Kill Your Sons», в конечном итоге сходство между ними почти исчезло.

### Отзывы критики
В целом альбом получил высокие оценки критиков, причем Дэйв Симпсон в The Guardian назвал его пиком карьеры группы, a Пьер Мартин из NME заметил, что так живо и актуально The Fall не звучали уже долгое время.

## Список композиций
Авторы всех песен — Марк Э. Смит, Том Хед, Адам Хелал, Джулия Нейгл и Невилл Уилдинг (за исключением тех, что помечены специально)
1. «Cyber Insekt» — 3:19
2. «Two Librans» — 3:57
3. «W.B» — 3:30
4. «Sons of Temperance» — 3:47
5. «Dr Bucks' Letter» — 5:19
6. «Hot Runes» — 2:18
7. «Way Round» (Smith, Head, Helal, Nagle) — 3:21
8. «Octo Realm/Ketamine Sun» — 5:36
9. «Serum» — 4:56
10. «Unutterable» — 1:05
11. «Pumpkin Soup and Mashed Potatoes» (Smith, Grant Cunliffe, Helal, Nagle) — 2:54
12. «Hands Up Billy» (Wilding) — 2:47
13. «Midwatch 1953» — 5:32
14. «Devolute» — 4:36
15. «Das Katerer» (Smith, Nagle, Simon Wolstencroft) — 2:42

## Участники записи
- Mark E. Smith — вокал, звуковые эффекты
- Neville Wilding — гитара, бэк-вокал, ведущий вокал в «Hands Up Billy»
- Adam Helal — бас-гитара, Pro Tools
- Tom Head — ударные
- Julia Nagle — клавишные, гитара, программинг
- Kazuko Hohki — вокал («Cyber Insekt»)
- Steve Evets — вокал
- Ben Pritchard — гитара («Dr. Bucks' Letter», «Midwatch 1953»)
- Grant Showbiz — бэк-вокал
- Rob Ayling — исполнительный продюсер, вокал в «Octo Realm» (uncredited)